# Hemeroblemma contacta
Hemeroblemma contacta là một loài bướm đêm trong họ Erebidae.